# Moglicë
Moglicë és un poble i un antic municipi del comtat de Korçë, al sud-est d'Albània. A la reforma del govern local de 2015 es va convertir en una subdivisió del municipi Maliq. La població al cens de 2011 era de 951 habitants. La unitat municipal està formada pels pobles Moglicë, Gopesh, Dobërçan, Maliq-Opar, Gurkuq, Bardhas, Zerec, Dushar, Torovec, Shpatmal, Peshtan, Lumaj, Protopapë, Osojë, Gurshqipe, Kucakë i Nikollarë.
Les obres de la central hidràulica de Moglicë al riu Devoll i la carretera que hi porta concentren uns 400 treballadors a prop del poble, que compta amb 1 mercat petit i almenys 2 bars.